# 松山 (那覇市)
松山（まつやま）は、沖縄県那覇市の町名。松山一丁目及び二丁目がある。

## 地理
泊埠頭より南、国道58号線松山交差点の以西に位置し、沖縄を代表する歓楽街である。若狭、前島、久茂地、久米と隣接する。夜になると街は活気にあふれ、深夜遅くまで人通りは絶えない。まさに沖縄屈指の不夜城と呼べる地域である。その一方で、松山には公園などの緑地が多く、区画整理が施され住宅地や学校も整備されている。

## 歴史
- 2019年5月1日 - 暴力団排除条例に基づき、松山一帯が暴力団排除特別強化地域に指定。地域内では暴力団と飲食店等との間で、みかじめ料のやりとりや便宜供与などが禁止され、違反者は支払った側であっても懲役1年以下または罰金50万円以下の罰則が科されることとなった[1]。
- 2020年8月 - 飲食店の中から新型コロナウイルス感染症のクラスターが発生[2]。多くの店舗で営業自粛が強いられるなど打撃を受けた。

## 交通

### バス
以下のバス停が存在する。
- 農林中金前バス停
- 若松入口バス停
- 商業高校前バス停
- 久米郵便局前バス停
- 若狭バス停
- 夫婦橋バス停

上記バス停に停車する全ての路線を掲載する。
- 2番・識名開南線 （那覇バス市内線）
- 3番・松川新都心線 （那覇バス市内線）
- 5番・識名牧志線 （那覇バス市内線）
- 7番・おもろまち線 （沖縄バス）
- 11番・安岡宇栄原線 （那覇バス市内線）
- 15番・寒川線 （那覇バス市内線）
- 21番・新都心具志川線 （琉球バス交通）
- 23番・具志川線 （琉球バス交通）
- 27番・屋慶名（大謝名）線 （琉球バス交通・沖縄バス）
- 28番・読谷（楚辺）線 （琉球バス交通・沖縄バス）
- 29番・読谷（喜名）線 （琉球バス交通・沖縄バス）
- 31番・泡瀬西線 （東陽バス）
- 32番・コンベンションセンター線 （沖縄バス）
- 45番・与根線 （那覇バス市外線）
- 52番・与勝線 （沖縄バス）
- 63番・謝苅線 （琉球バス交通）
- 77番・名護東（辺野古）線 （沖縄バス）
- 80番・与那城線 （沖縄バス）
- 99番・天久新都心線 （琉球バス交通）
- 101番・平和台安謝線 （那覇バス市外線）
- 110番・長田具志川線 （琉球バス交通）
- 120番・名護西空港線 （琉球バス交通・沖縄バス）
- 200番・糸満おもろまち線 （沖縄バス）
- 235番・志多伯おもろまち線 （沖縄バス）

### 道路
- 国道58号
  - 松山交差点
- 沖縄県道43号線

## 施設

### 松山1丁目
- 松山公園
- 沖縄県立那覇商業高等学校
- 農林中央金庫那覇支店
- コザ信用金庫那覇支店

### 松山2丁目

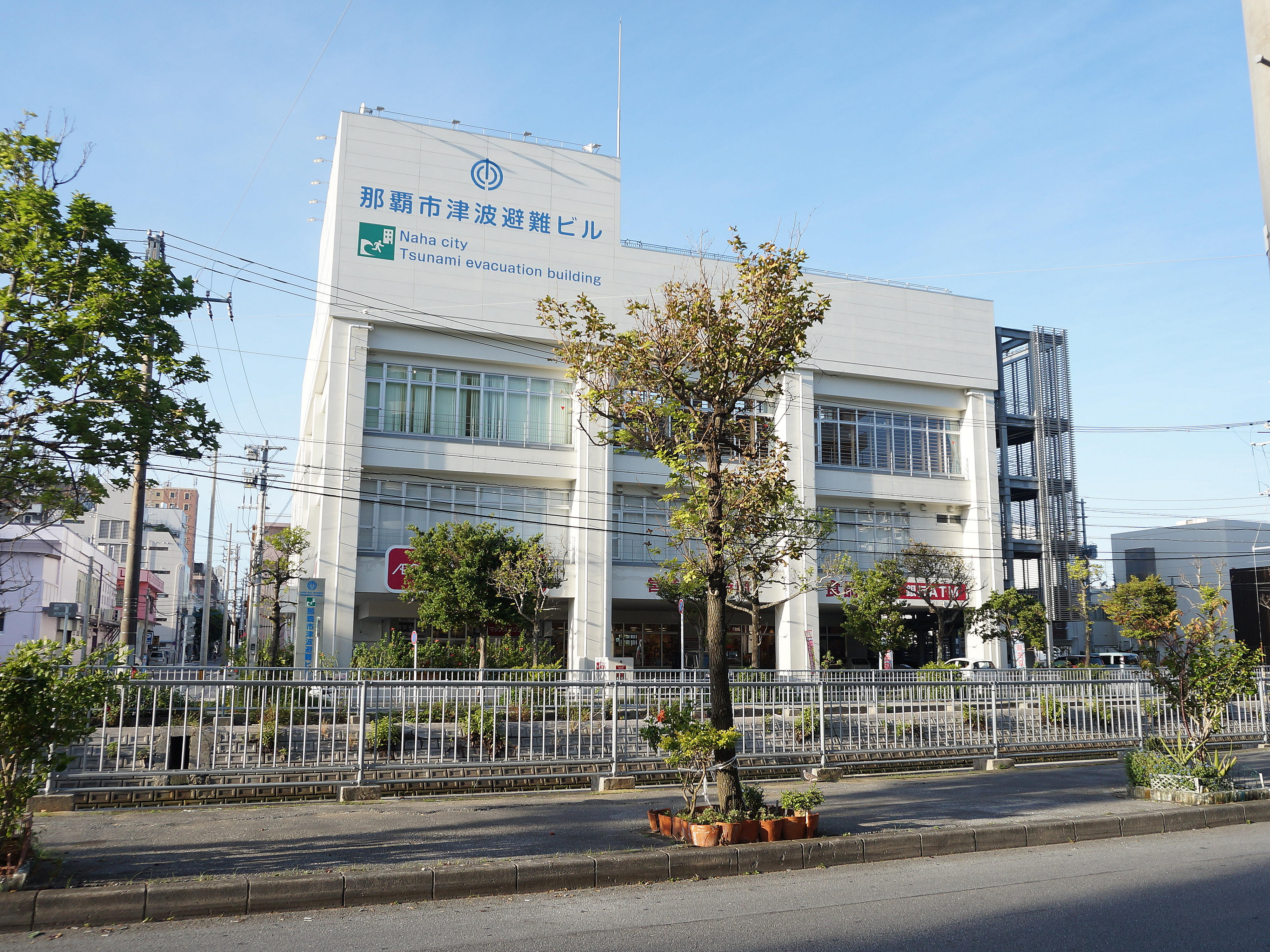
那覇市津波避難ビル

- 那覇市立那覇中学校
- 那覇市津波避難ビル